# Blechnum sampaioanum
Blechnum sampaioanum là một loài thực vật có mạch trong họ Blechnaceae. Loài này được Brade mô tả khoa học đầu tiên năm 1935.